# 31492 Jennarose
31492 Jennarose è un asteroide della fascia principale. Scoperto nel 1999, presenta un'orbita caratterizzata da un semiasse maggiore pari a 2,2182028 UA e da un'eccentricità di 0,1432196, inclinata di 5,64310° rispetto all'eclittica.